# Casa Rafael de Llança
La casa Rafael de Llança és un edifici d'habitatges situat al carrer de Sant Pau, 59 del Raval de Barcelona. Com que no està catalogat, li correspon la categoria D (bé d'interès documental), atorgada per defecte a tots els edificis del districte de Ciutat Vella. Consta de planta baixa, quatre pisos i golfes, amb tres obertures per planta.

## Història
El 1759, el tinent coronel del cos d'artilleria Claudi Tardí (ascendit a coronel el 1761) va adquirir en emfiteusi a Josep Galceran de Pinós, marquès de Barberà, una parcel·la de 57'5 pams d'amplada i 104 de fons del seu hort al carrer de Sant Pau, on faria construir una casa de planta baixa i dos pisos. Va morir el 1763, i fou succeït per la seva vídua Maria Mead, que el 1796 va fer donació de la finca a Pere Merino, capità agregat a l'estat major de Barcelona i tresorer del Tribunal del Sant Ofici, i a la seva esposa Ignàsia Vallespí(n), reservant-se el primer pis per a ella.
El 1822, després de la mort d'aquesta darrera, el parament de la casa fou posat en subhasta, i el 1824, el seu hereu de confiança Josep Pinell, prevere beneficiat de l'església de Sant Martí de Sant Celoni i nunci de cambra del Sant Ofici, vengué la propietat als germans Jaume, abat del monestir de Santa Maria d'Amer, Tomàs, prevere i doctor en drets, i Rafael de Llança i de Valls, militar retirat, per 6.300 lliures.
El 1860, l'advocat Rafael de Llança i Esquivel, fill de Rafael, va demanar permís per a remuntar-hi dos pisos, segons el projecte del mestre d'obres Felip Ubach. Posteriorment, la propietat va passar a mans de Cristina i Rosa Vicens i Montaner, germanes del promotor de la casa Vicens.